# 초서
초서(草書, 영어: cursive script)는 한자 서체의 종류 중 하나다. 문자를 흘려서 쓴 서체다. 서역(西域)에서 출토된 전한(前漢)의 목간(木簡)에 팔부의 파세와 리듬을 가진 속필의 문자(章草라고도 한다)가 있으며, 여기서 지금 초서로 발전하였다고 한다. 읽기 어렵고 작성도 어느정도 경지에 올라야 가능하기에 일반화되지는 않았다. 그러나 변화가 풍부하여 예술작품 등에 많이 쓰이고 있다. 히라가나는 한자의 초서에서 만들었다. 중화인민공화국의 간체자 또한 초서에서 영향을 받았다.

## 같이 보기
- 간체자
- 히라가나